# Campeonato de Portugal de 1929–30
O Campeonato de Portugal 1929–30 foi a 9ª edição do Campeonato de Portugal. O Benfica venceu esta edição.
Nesta edição, os jogos a partir dos oitavos, quartos de final e meias-finais foram disputadas a duas mãos, sendo que se cada equipa vencesse um dos jogos, seria necessário disputar uma terceira partida de desempate (não importando o número de golos marcados).

## Participantes
- Algarve (2): Lusitano VRSA, Olhanense
- Aveiro (2): Sp. Espinho, Sanjoanense
- Coimbra (2): Académica de Coimbra, União de Coimbra
- Évora (1): Lusitano de Évora
- Leiria (1): Bombarralense
- Lisboa (8): Belenenses, União de Lisboa, Sporting, Benfica, Carcavelinhos FC, Casa Pia, Marvilense FC, União Operária FC, Comercial FC
- Madeira (1): CS Marítimo
- Porto (5): Porto, Salgueiros, SC Coimbrões, Leça, Boavista
- Portalegre (1): Estrela de Portalegre
- Setúbal (2): Vitória de Setúbal, Barreirense
- Viana do Castelo (1): SC Vianense
- Vila Real (1): Vila Real
- Viseu (1): Lusitano FC

## 1ª Eliminatória
As partidas foram disputadas a 30 de março de 1930 (a partida de desempate realizou-se no dia seguinte no mesmo estádio).
|                 | Resultado          |                    |
| --------------- | ------------------ | ------------------ |
| Vitória Setubal | 4 - 0              | Marvilense         |
| União de Lisboa | 5 - 2              | Estrela Portalegre |
| Sporting        | 7 - 1              | Académica          |
| Benfica         | 8 - 1              | União Operária     |
| Salgueiros      | 3 - 1              | Vianense           |
| Espinho         | 3 - 1              | Coimbrões          |
| Lusitano VRSA   | 4 - 0              | Lusitano Évora     |
| Leça            | 10 - 0             | Comercial          |
| Porto           | 8 - 1              | Lusitano FC        |
| Barreirense     | 3 - 0              | União de Coimbra   |
| Belenenses      | 6 - 0              | Olhanense          |
| Casa Pia        | 7 - 2              | Sanjoanense        |
| Carcavelinhos   | 3 - 0              | Bombarralense      |
| Boavista        | 2 - 2 2-1 (2ª mão) | Vila Real          |

## Oitavos de final
A 1ª mão disputou-se a 13 de abril, a 2ª mão a 27 de abril e o jogo de desempate (em campo neutro) a 1 de maio de 1930.
|                 | vs |               | 1ª mão | 2ª mão | desemp |
| --------------- | -- | ------------- | ------ | ------ | ------ |
| Vitória Setúbal |    | Sporting      | 2 - 1  | 1 - 2  | 4 - 3  |
| União de Lisboa |    | Salgueiros    | 5 - 3  | 4 - 1  |        |
| Benfica         |    | Casa Pia      | 2 - 0  | 2 - 2  |        |
| Espinho         |    | Leça          | 2 - 1  | 0 - 1  | 3 - 1  |
| Barreirense     |    | Boavista      | 3 - 1  | 7 - 2  |        |
| Belenenses      |    | Porto         | 2 - 2  | 3 - 3  | 2 - 1  |
| Carcavelinhos   |    | Lusitano VRSA | 1 - 3  | 1 - 0  | 1 - 0  |

## Quartos de final
A 1ª mão disputou-se a 4 de maio, a 2ª mão a 11 de maio e o jogo de desempate a 14 de maio de 1930.
|                 | vs |                 | 1ª mão | 2ª mão | desemp |
| --------------- | -- | --------------- | ------ | ------ | ------ |
| União de Lisboa |    | Vitória Setúbal | 1 - 1  | 2 - 2  | 2 - 1  |
| Benfica         |    | Carcavelinhos   | 4 - 2  | 0 - 2  | 7 - 0  |
| Barreirense     |    | Espinho         | 5 - 2  | 5 - 0  |        |
| Belenenses      |    | Marítimo        | 0 - 0  | 2 - 1  |        |

## Meias-finais
A 1ª mão disputou-se a 18 de maio e a 2ª mão a 25 de maio de 1930.
|             | vs |                 | 1ª mão | 2ª mão |
| ----------- | -- | --------------- | ------ | ------ |
| Benfica     |    | União de Lisboa | 1 - 0  | 1 - 1  |
| Barreirense |    | Belenenses      | 1 - 1  | 3 - 2  |

## Final
| 1 de junho de 1930 | SL Benfica                                                               | 3 – 1 (a.p.) | Barreirense     | Campo Grande, Lisboa          |
|                    | Augusto Dinis 22' · João de Oliveira 97' · António Guedes Gonçalves 110' |              | 7' José Correia | Árbitro: Silvestre Rosmaninho |